# Mikas Rėklaitis
Mikas Rėklaitis, litovski general, * 1895, † 1976.